# 瓷砖

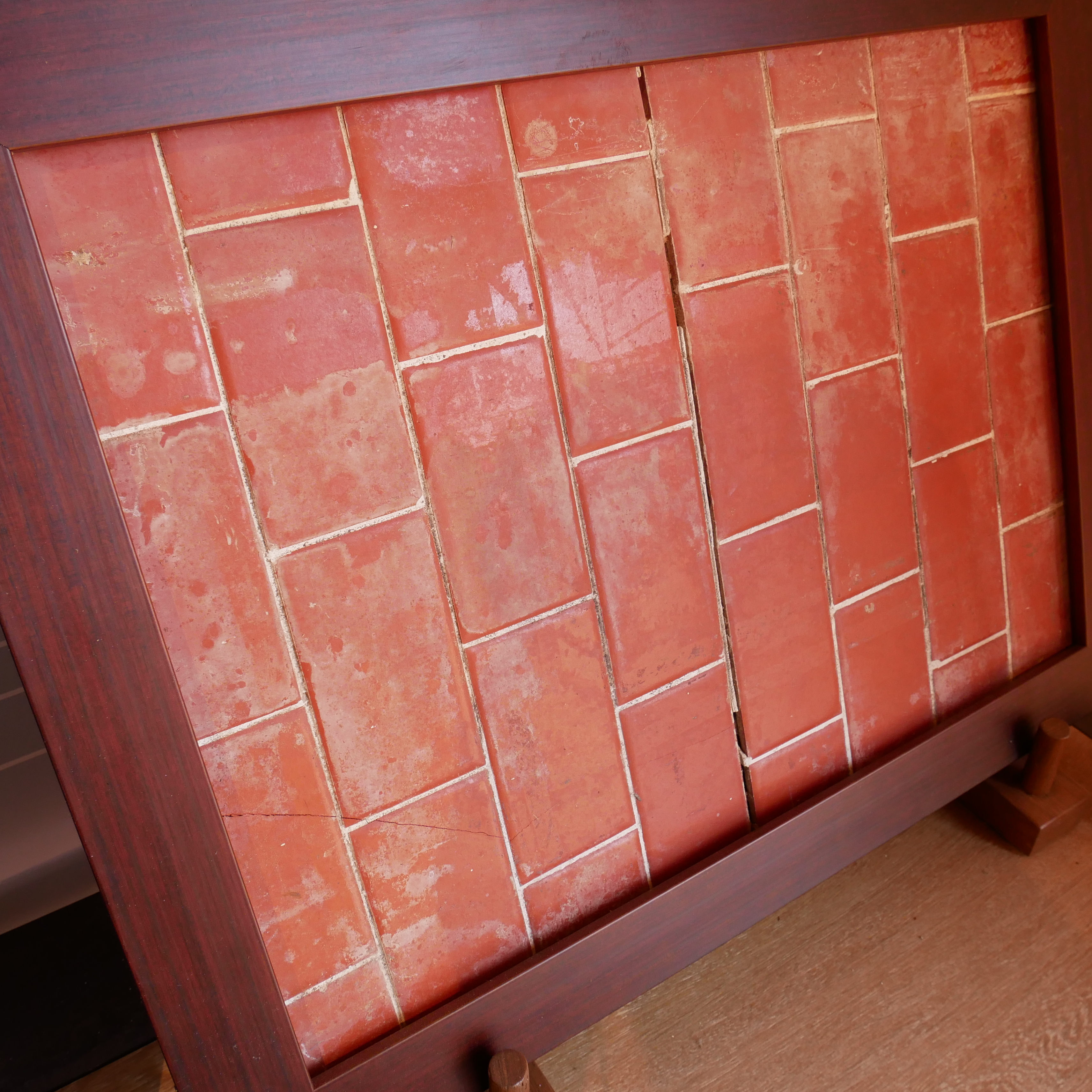
桃園縣政府警察局桃園分局景福派出所瓷磚

瓷砖（俗作磁磚）是以耐火的金屬氧化物及半金屬氧化物，经过研磨、混合、壓制、施釉、燒結等過程，而形成的一種耐酸鹼的瓷質或石質等用于建築或裝飾的材料。外表美觀，質地耐久，一般用於覆蓋地板、牆壁、淋浴室或其他物體。

## 历史
考古发现，古罗马时期的浴池，使用了陶制的平鋪磚瓦地面装饰材料。約4700年前，埃及薩卡拉的左塞爾金字塔裡存在最早的馬賽克磁磚。9至12世纪以来的伊斯兰建筑，大量使用彩色瓷砖装饰建筑墙壁，形成了伊斯兰建筑特有的风格。伊斯蘭文明的磁磚自12世紀起便逐漸在歐洲流行，期間也融入各國的特色及技法。而以中國的青花瓷風格做出的磁磚廣受歡迎。

## 瓷磚的種類

### 陶質磚(ceramic tiles)
陶質磚都會加上一層釉，使其具有防水及保護作用及增加磁磚的色彩。

### 瓷質磚(porcelain tile)
瓷質磚是白色細黏土經過極高的高溫燒成的，比普通瓷磚要堅硬及防水，可以染上不同的顏色，也可以模擬製成其他磚類的樣式。

### 赤土陶磚(Red Body)
赤土陶磚是由原始黏土,經由手工或機器,在低溫製成的,具有粗糙,粗獷,原始顏色的風采,主要產於墨西哥。

## 分級

### 溫度
1. 陶質：燒製溫度約為1000-1100℃，因為燒製溫度較低所以吸水率較高（6%以上），硬度差，一般用於燒製壁磚。可看磚的背面进行判断，目視可見粉質較高；若滴一滴水在背面，會發現水馬上被瓷磚吸收。此種質料的只適合用於內壁而不適合用於鋪設外牆或是室內外地板。
2. 石質(全瓷化)：燒製溫度約為1100-1200℃,硬度大於陶質許多但吸水率低陶質(3%以下),此種質地一般都設計為室內外地板或外牆磚，也可鋪設於牆壁。
3. 瓷質：燒製溫度高於1200℃（抛光磚因爲硬度的關係大多以1200度燒製），硬度高（莫氏硬度約為6-7）、吸水率低（一般為千分之一甚至千分之二以下）室內外均可鋪設。絕大部分的裝潢、浴室磁磚會選擇瓷質磚這類，因其吸水率低且硬度高，更能保障居住安全。

|        | 燒製溫度   | 硬度 | 吸水率(單位％) |
| 陶質磚 | 1000-1100℃ | 差   | 50%以下        |
| 石質磚 | 1100-1200℃ | 適中 | 3%以下         |
| 瓷質磚 | 1200℃以上  | 高   | 0.5%以下       |

### 色度差別
顯示各片瓷磚有色度上的差異，這是常有的情形。

### 吸水率
是指陶瓷產品的開口氣孔吸滿水後，吸入水的重量佔產品重量的百分比。
1. 吸水率≤0.5%的稱為瓷質磚，（平均值不大於0.5%，單個值不大於0.6%）
2. 吸水率>10%的為陶質磚（陶質磚的吸水率平均值為>10%、單個值不小於9%

### 磨擦係數
- 顯示瓷磚滑溜(slippery) 的程度。在干燥情況下，用於浴室、廚房的瓷磚的磨擦係數至少應該在 0.6 以上。

| 美國材料試驗協會(ASTM)磨擦係數標準 |          |
| 地坪磨擦係數                       | 安全係數 |
| 0.00-0.34                          | 極度危險 |
| 0.35-0.39                          | 非常危險 |
| 0.40-0.49                          | 危險     |
| 0.50-0.59                          | 很安全   |
| 0.60以上                           | 非常安全 |

## 施工方法
通常用瓷磚鋪設室內地坪，习惯上采用以下两种施工方法：
一、軟底施工法
先將打算施工的地面清掃乾淨，用1:3或1:4的水泥砂漿直接鋪設於溼潤的混凝土結構表面再鋪設面磚，同時用木槌手持端敲打壓貼，將內部空氣壓出，然後用水線調整平整度，並保持接縫寬度。待砂漿硬化後，再用海綿做抹縫處理，最後進行表面清潔。
二、硬底施工法
同樣先將打算施工的地面清掃乾淨，用1:3的水泥砂漿在混凝土結構表面打底整平，待砂漿硬化後粉上一層黏貼用水泥漿加海菜粉以利貼上面磚，同時用木槌手持端敲打壓貼，將內部空氣壓出。等硬化後，再用海綿做抹縫處理，最後進行表面清潔。